# 浅野野水
浅野 野水 （あさの やすい、生没年不詳）は、江戸時代後期の俳人である。

## 略歴
弘化年間の人物であり、奥州伊具郡（現在の宮城県）の出身で、金蔵と号した。『俳諧海南人名録』では俳歌に「どこまでも海見て通る日永かな」とある。